# 加伊罗
加伊罗（義大利語：Gairo），是意大利撒丁大区努奥罗省的一个市镇。总面积78.46平方公里，人口1583人，人口密度20.2人/平方公里（2009年）。ISTAT代码为105006。